# Съд (право)
Вижте пояснителната страница за други значения на Съд.
Съд или съдилище е място, където съдии решават по закон и съвест съдебни спорове. Думата се употребява както за институцията, така и за сградата, в която се помещава тази институция.
Съдът е една от трите власти в правовите държави. Затова съдилищата са независими, определени със закон органи на съдебната власт, защитаващи правата и законните интереси на гражданите, юридическите лица и държавата. Като начин да се гарантира независимостта ѝ, съдебната власт има самостоятелен бюджет.
Основните функции на съдилищата са осъществяването на правосъдие, правораздавателна власт, установяване на истината и контрол за законността на актове и действия на административните органи. Съдилищата осигуряват равенство и условия за състезателност на страните в съдебния процес. Разглеждането на делата във всички съдилища е публично, освен когато законът предвижда те да бъдат разгледани при закрити врата. В определени от закона случаи в правораздаването участват и съдебни заседатели. Гражданите и юридическите лица имат право на защита във всички стадии на съдебния процес. Те могат да обжалват и всички административни актове, които ги засягат, освен изрично посочените със закон. Актовете на правораздаването винаги се мотивират.

## Съдилища в България
В България всяка година проектобюджетът на съдебната власт се съставя от Висшия съдебен съвет, внася се в Министерския съвет и се гласува от Народното събрание.
По закон в България съдилищата се разделят на районни, окръжни, военни, административни и апелативни съдилища, Върховен касационен съд, Върховен административен съд и Конституционен съд. Арбитражният съд е частен, а не държавен съд. Арбитражното решение не е държавен акт, а едностранно волеизявление с частноправен характер. Въпреки това, постановено от съд със седалище в България, то се ползва със силата на присъдено нещо и изпълнителна сила.
При осъществяване на своите функции съдиите, съдебните заседатели, прокурорите и следователите се подчиняват само на закона (както букват, така и духа му) и на моралната си преценка. Магистратите ((съдии, прокурори и следователи) имат имунитета на народни представители.

## Проблеми
- „ТЕМИДА“ Съдебна реформа Част 1
- „ТЕМИДА“ Съдебна реформа Част 2
- ЕК: Отново лош доклад за правосъдието и вътрешния ред

## Организации
- Съюз на съдиите в България Архив на оригинала от 2015-12-08 в Wayback Machine.